# بازار آزاد

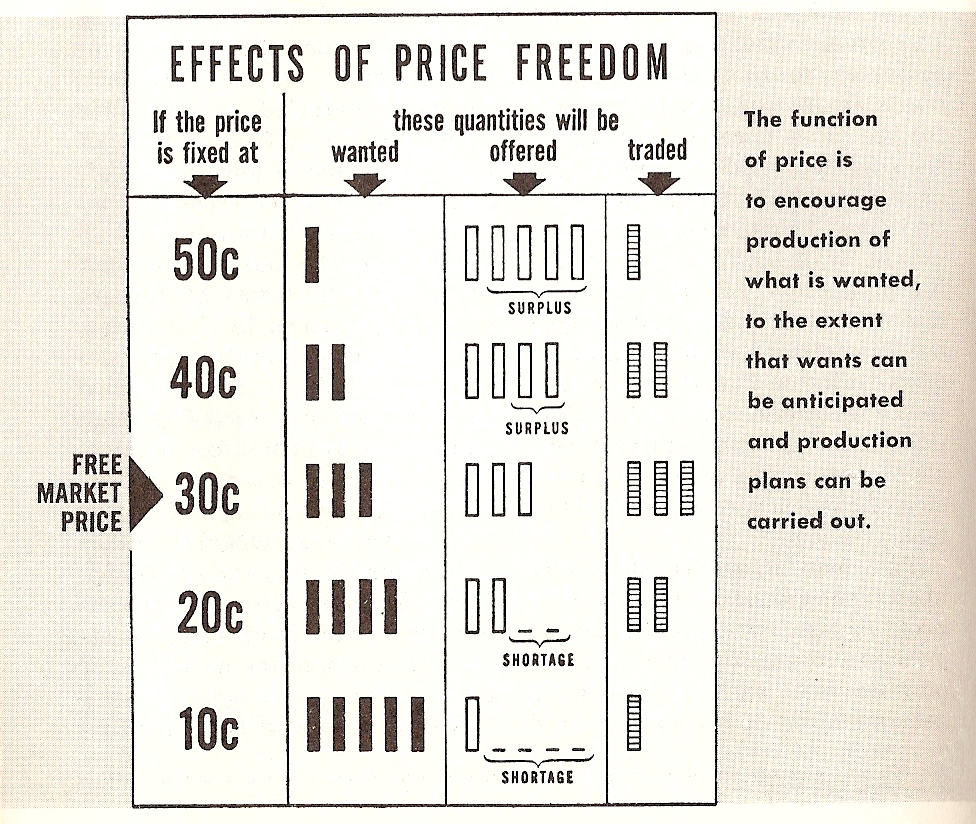
نموداری که استدلال آزادی در قیمت‌گذاری را ارائه می‌دهد

بازار آزاد بازاری است که در آن قیمت یک کالا یا خدمات، در نظریه، از طریق عرضه و تقاضا تعیین می‌شود، نه از طریق سیاستگذاری دولتی. بازار آزاد، در تضاد با بازار کنترل شده قرار دارد که در آن قیمت، عرضه یا تقاضا تابع سیاستگذاری یا کنترل مستقیم حکومت است. به اقتصاد های تشکیل شده از بازارهای آزاد، مانند اقتصاد سوسیالیسم بازار یا اقتصاد لیبرال، اقتصاد بازار آزاد گفته می‌شود.